# Stanley Mullen
Stanley Mullen, né le 20 juin 1911 à Colorado Springs au Colorado et mort en février 1974 à Grandview dans l'État de Washington, est un écrivain et un éditeur américain de science-fiction. Il a notamment utilisé les pseudonymes de John Peter Drummond, Stanley Beecher ou Lee Beecher.

## Biographie
Il a appris l'écriture à l'université du Colorado, et a suivi des études de dessin, de peinture et de lithographie a
u Colorado Springs Fine Arts Center, où il fit partie du corps enseignant à partir de 1937.
Une partie de ses peintures concernant les danses indiennes fait partie des collections permanentes du Musée d'art de Denver. Durant les années 1940, il a d'ailleurs travaillé comme assistant au Colorado State Historical Museum.
Il a écrit plus de 200 récits et articles dans plusieurs registres d'écriture.
Il s'est impliqué dans la presse de magazine en tant qu'éditeur d'une petite maison d'édition, Gorgon Press, en 1948.

## Livres publiés sous son nom
- The Sphinx Child (1948)
- Moonfoam and Sorceries (1948)
- Kinsmen of the Dragon (1951)

## Récompense
- 1959 : sa nouvelle Space to Swing a Cat est proposée au prix Hugo de la meilleure nouvelle courte